# Franz von Steinaecker (Landrat, 1750)
Franz Christian Gottlob Freiherr von Steinaecker (* 14. Dezember 1750 in Haldem; † 31. März 1832 in Rosenfelde) war ein preußischer Landrat in Hinterpommern, der ab 1774 dem Kreis Greifenhagen vorstand.

## Leben
Franz stammte aus der seit 1637 adligen Familie Steinaecker. Sein Vater Franz Christian Bruno Freiherr von Steinaecker († 1750) war Erbherr auf Haldem in Westfalen. Seine Mutter Anna Louise war eine geborene von Sydow. Sein älterer Bruder Friedrich Wilhelm von Steinaecker wurde Landrat im preußischen Herzogtum Magdeburg.
Steinaecker wuchs in Pommern auf, wohin seine Mutter mit ihm nach dem Tod des Vaters gezogen war. Von 1759 bis 1763 besuchte er die Ritterakademie Brandenburg. Er diente für einige Zeit in der Preußischen Armee, musste aber aus gesundheitlichen Gründen den Soldatenberuf aufgeben. 1773 kaufte er von einem Verwandten mütterlicherseits aus der Familie von Sydow das Gut Klein Zarnow im Kreis Greifenhagen in Hinterpommern.
Im Jahre 1774 wurde er als Nachfolger des verstorbenen Joachim Abraham von Oesterling zum Landrat des Kreises Greifenhagen gewählt und vom König ernannt.
1779 kaufte er sich das ebenfalls im Kreis gelegene Rosenfelde, wo er seinen Wohnsitz nahm. 1785 verkaufte er Klein Zarnow.
Ihm wurde der Rote Adlerorden verliehen. Steinaecker war Mitglied der Greiffenhagener Freimaurerloge „Franz zum treuen Herzen“.
Steinaecker hatte sich am 14. Dezember 1772 mit Henriette Gräfin von Sparr verheiratet. Aus dieser Ehe gingen folgende Kinder hervor:
- Karl (1778–1854), preußischer Landrat ⚭ Karolina von Schöning (1782–1852)
- Franz Christian (1780–1822) ⚭ Adelheid von Wolff (1787–1875), Eltern des preußischen Generals der Infanterie Eduard von Steinaecker
- Heinrich (1783–1862), preußischer Oberst ⚭ Henriette von Wittgenstein (1794–1846)

In zweiter Ehe heiratete er 1788 die Witwe des Kabinettsrates Johann Christian Friedrich Stelter.